# Domnița, Bârzula
Domnița (în ucraineană Домниця, transliterat: Domnîțea) este un sat în comuna Cuialnic din raionul Bârzula, regiunea Odesa, Ucraina.

## Demografie
Componența lingvistică a localității Domnița
     Ucraineană (76,37%)
     Română (16,1%)
     Rusă (5,82%)
     Bulgară (1,03%)
Conform recensământului din 2001, majoritatea populației localității Domnița era vorbitoare de ucraineană (76,37%), existând în minoritate și vorbitori de română (16,1%), rusă (5,82%) și bulgară (1,03%).

## Vezi și
- Românii de la est de Nistru